# مارتن ألين (مؤرخ)
مارتن ألين (بالإنجليزية: Martin Allen)‏ هو صحفي الرأي ومؤرخ بريطاني، ولد في 1958 في Caerphilly ‏ في المملكة المتحدة.